# Laguna Chiquichano

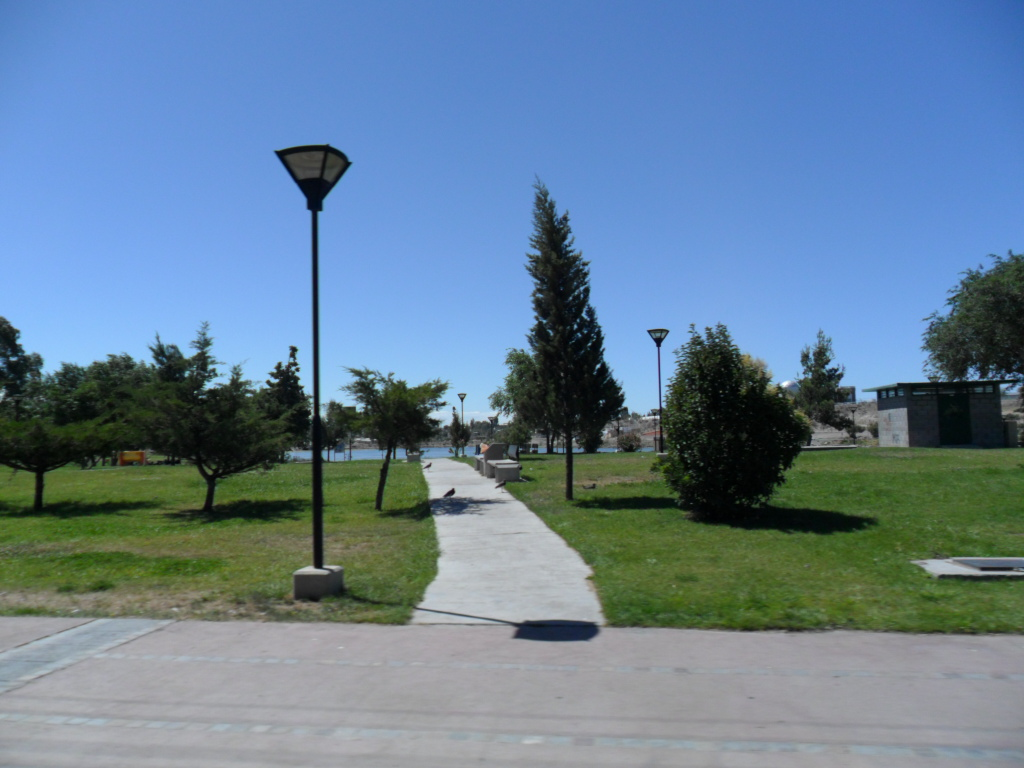
Alrededores de la laguna.

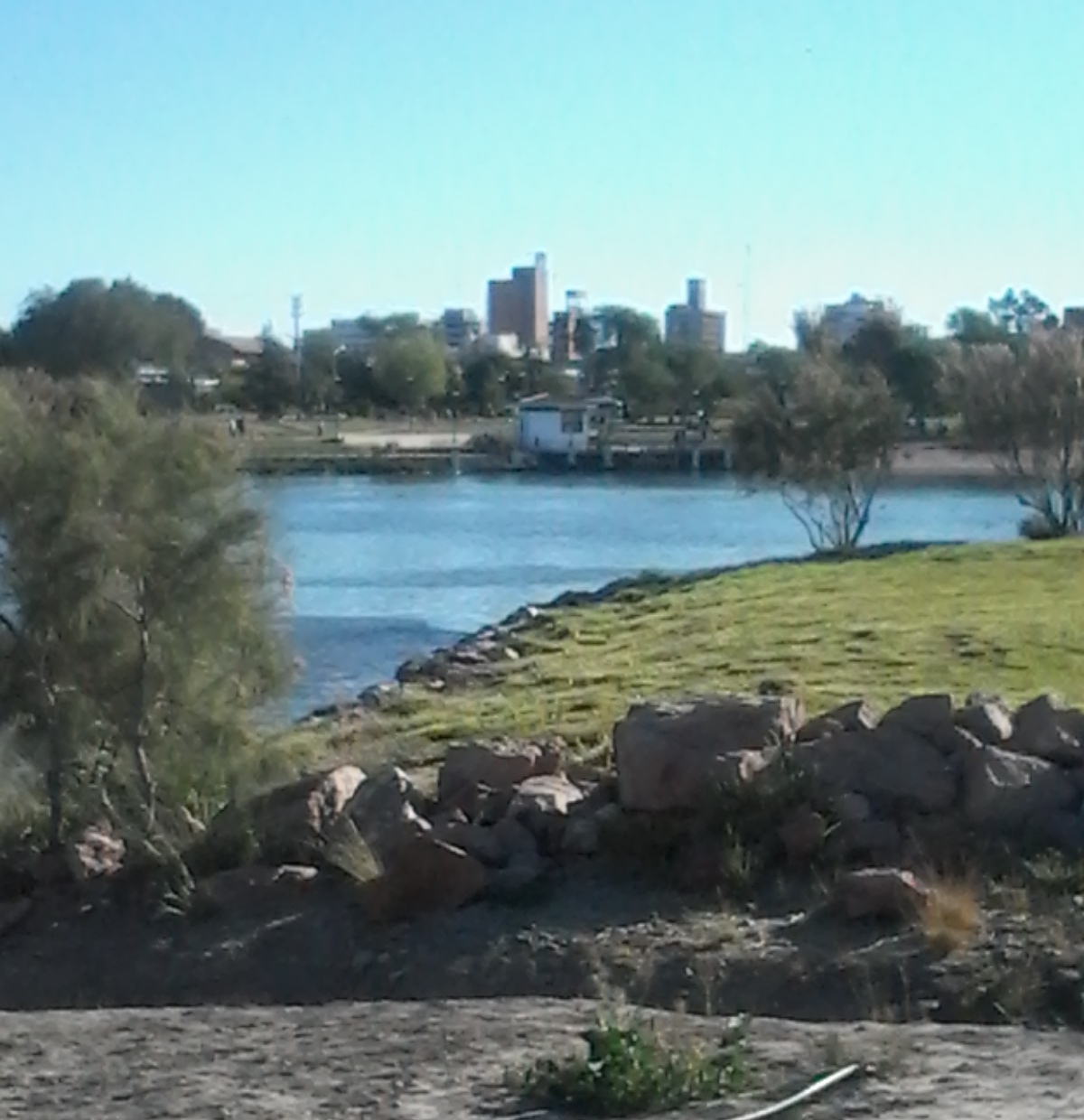
Una vista de la laguna desde el lado del Observatorio Astronómico.

La laguna Chiquichano es un cuerpo de agua que está ubicado en el centro de la ciudad de Trelew, Provincia del Chubut, Patagonia argentina. Debe su nombre al cacique del mismo nombre, cuya gente se estableció en la margen norte del río Chubut a la llegada de los colonos galeses, y que a ellos les fue útil para construir el Ferrocarril Central del Chubut.

## Características
La Laguna Cacique Chiquichano se encuentra ubicada en el centro de la ciudad de Trelew. La laguna es una de los 6 lagunas formadas por una depresión de lo que era el antiguo lecho del río Chubut y es conocida por la gran cantidad de aves que la habitan como flamenco rosado, cisne de cuello negro y blanco, variedades de patos silvestres y otras aves.
Al estar en la zona con menor pendiente en la ciudad (topografía más baja) es una laguna que recolecta todas las aguas de lluvia, por ende es un foco de infección de aguas estancadas que en sus costas tiene un gran impacto. Aunque, el agua del lago luego se comunica con un canal de desagüe que confluye en las Lagunas del Ornitólogo y la Laguna Negra de Trelew y Rawson.
También, la laguna recibe los líquidos pluviales de la zona norte de la ciudad y los correspondientes al Cañadón del Parque Industrial de Trelew. Anteriormente, la laguna era endorreica:

"(...) Y la laguna, en esos años, cuarenta años atrás, se secaba en verano, se secaba y no era la laguna Chiquichano, era la laguna. Cuando venían años muy secos se secaba, ahora no se seca porque entran aguas servidas de la ciudad."
Alejandro Nai

En octubre de 2009, (luego de obras de embellecimiento que incluyeron la iluminación de todo el perímetro, una pista para correr de 4 kilómetros y un anfiteatro) se mejoró el aspecto del lugar que estaba algo abandonado y es hoy un parque para el disfrute de los lugareños y turistas que quieren estar en contacto con un lugar natural en plena ciudad de Trelew.

## Historia
La laguna comenzó siendo una aguadita (una laguna temporal y muy pequeña), que se secaba en verano y en períodos secos, donde acudían tropas de carros para dar agua a sus animales. En la época de los colonos galeses se consumían los peces de la laguna, pero luego se prohibió debido a los problemas de salud de los consumidores. También, las tierras pertenecieron al Ferrocarril Central del Chubut y hacia principios de 1900, sus costas servían como lugar de esparcimiento y cuando se congelaba la laguna en invierno, servía como pista de patinaje.
Hacia 1926, comienza la parquización, plantando álamos y eucaliptos. Se construye un paseo costero, dos muelles, un bar y una "enramada". En esa época, con 50 centavos se daba una vuelta por la laguna en bote. Un testimonio de un vecino de la época cuenta:

"Sí, que se llamaba “Doña Rosa” (…) Una enramada es una pista de baile con un buffet con mostrador, una pista de baile de tierra, por ejemplo esa. Después estaba la otra enramada, que era “El Danubio Azul”, después, otra que era “El Parral”, de Aurelio Ramón, y así un montón habían (…) Íbamos gente del barrio, de la escuela también (…)
Sí, dentro de todo, sí. Además venían muchachos de la base cuando estaban… venían a bailar ahí, todo tranquilo, pero por ahí se armaba alguna (…)."
Ernesto Norberto Reinhart

En 1944 el Comisionado Municipal de Trelew, visto el estado de descuido en que se encontraba, decidiendo sanearla y secarla. Luego, desecha definitivamente la idea. Cuando se produjo el cierre del ferrocarril en 1961, todas las tierras de la Compañía del
Ferrocarril, quedaron en un estado de abandono, incluyendo el sector lindero a la laguna, que sumado al crecimiento demográfico que tuvo Trelew a comienzo de la década de 1970, con la instalación del parque industrial, se provocó la desvalorización de esas tierras, sobre todo las que estaban bordeando la laguna. Instalándose asentamientos espontáneos que se dieron durante los años 1972 al 1974.
En 1969, apareció un plan para el embellecimiento de la laguna. La compañía del ferrocarril había vendido las tierras que poseían que incluían a la laguna. Los compradores, pensaban lotearla y rellenarla: pero el proyecto fracasa, haciendo que el propietario done las tierras a la municipalidad. Por entonces, la laguna aún no tenía nombre y se había pensado construir allí un estadio Municipal.
Se le colocó el nombre de Cacique Chiquichano mediante la ordenanza 4040 del 24 de marzo de 1992. Hasta entonces se la mencionaba simplemente como «la Laguna». El topónimo se confeccionó en evocación del cacique tehuelche Chiquichano, quien junto a su tribu levantaba los toldos en las márgenes de laguna cuando llegaban al valle a pasar el invierno hacia 1870. Además él tuvo un trato cordial con los galeses, convirtiéndose en amigo y consejero de los colonos, y llevó adelante intercambio de productos a través del trueque; tenía su hábitat en la actual Colonia de Cushamen. El perito Francisco Pascasio Moreno en su viaje por la Patagonia entre 1876 y 
1877 ya citaba con este nombre la laguna.
Actualmente alrededor de la laguna hay un parque con bicisendas, juegos, baños y en los veranos hay conciertos al aire libre. En sus cercanías se encuentra el Observatorio Astronómico y Planetario de la ciudad y el predio Polideportivo.

## Flora y fauna

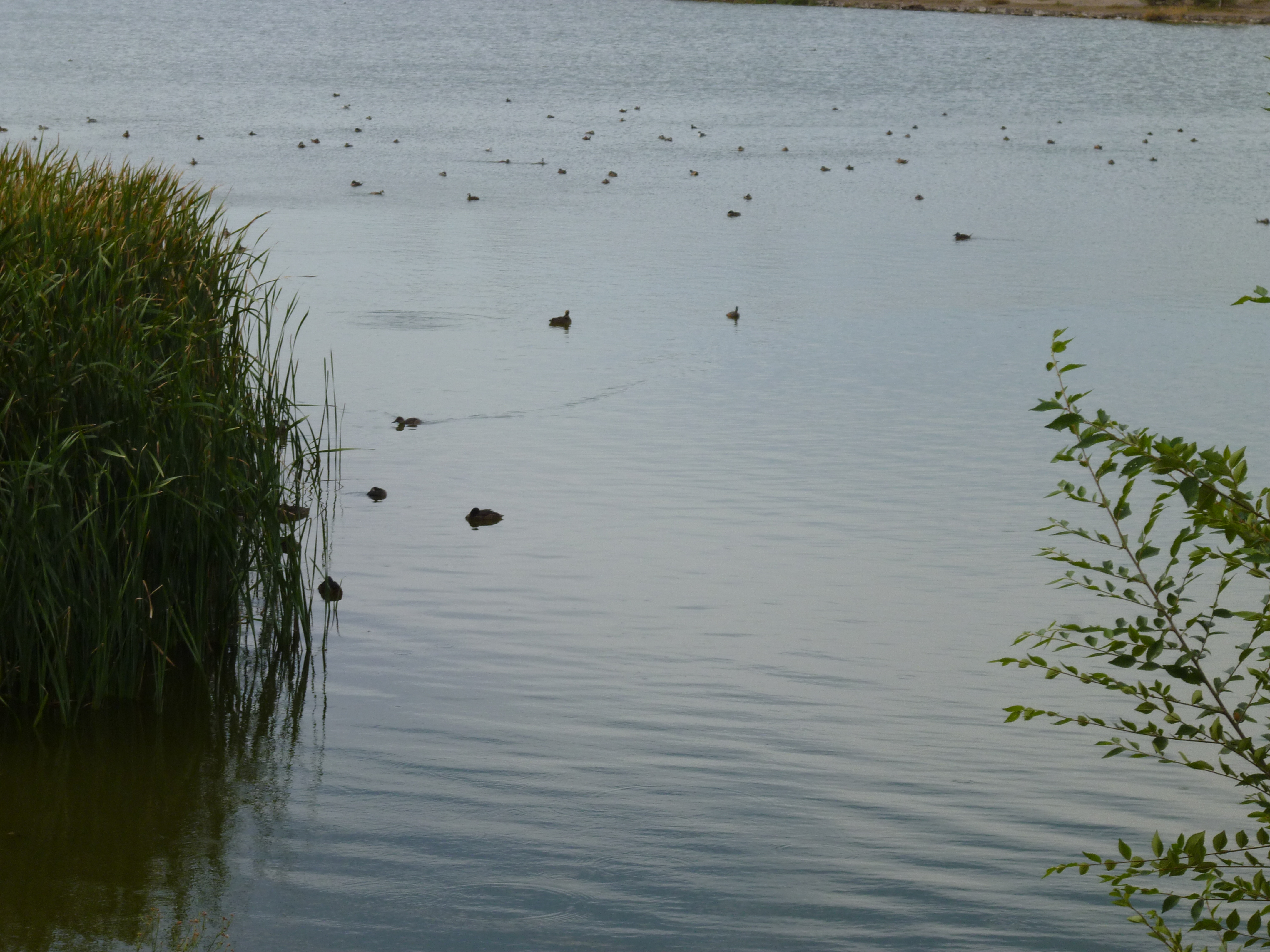
Aves en la laguna.

En la laguna habitan el cisne de cuello negro (Cygnus melancoryphus) y el coscoroba blanco (Coscoroba coscoroba), el flamenco rosado (Phoenicopterus chilensis), el falaropo (Phalaropus), 10 especies de patos silvestres, macás (Podiceps major), biguaes (Phalacrocorax brasilianus), gaviota cocinera (Larus dominicanus), gaviotín sudamericano (Sterna hirundinacea), gaviota capucho café (Chroicocephalus maculipennis), bichofeo (Pitangus sulphuratus), tero (Vanellus chilensis), gallareta chica (Fulica leucoptera) y aves zancudas. También algunos peces pequeños (como Cnesterodon decemmaculatus), insectos como el Dytiscus marginalis, crustáceos como el Gammarus, Daphnia, Cypris y Copepoda; y zooplancton. Muchas de las aves aparecen durante la primavera austral.